# (73468) 2002 OB8
(73468) 2002 OB8 – planetoida z pasa głównego asteroid okrążająca Słońce w ciągu 5,76 lat w średniej odległości 3,21 j.a. Odkryta 18 lipca 2002 roku.